# 필리프 몽타니에
필리프 자크 윌리암 몽타니에(프랑스어: Philippe Jacques William Montanier, 1964년 11월 15일, 노르망디 지방 베르농 ~)는 프랑스의 축구 감독이자 전직 축구 선수로, 현역 시절 골키퍼로 활약했다. 그가 가장 최근에 지휘한 구단은 리그 1의 툴루즈였다.

## 클럽 경력
몽타니에는 리그 1과 리그 2에서 골키퍼로 활약했는데, 그가 거친 구단들로는 캉, 낭트, 툴루즈, 괴뇽, 그리고 생-테티엔이 있었다.

## 감독 경력
몽타니에는 2004년부터 불로뉴의 감독을 역임했고, 2009년에는 리그 2 올해의 감독으로 선정되었다. 리그 1 승격을 이룩한 후, 그는 불로뉴를 떠나 2009년 6월 3일에 발랑시엔의 감독이 되었다.
그는 라 리가 구단 레알 소시에다드의 제의를 받아 2011년 6월 4일에 2년 계약을 체결했다.
2013년 5월 21일, 몽타니에는 레알 소시에다드와의 계약을 연장하지 않을 것임을 밝혔고, 대신 그는 시즌 끝에 렌으로 이적했다.
2016년 6월 27일, 몽타니에는 챔피언십의 노팅엄 포리스트 감독이 되었다. 그의 임기 첫 경기는 8월 6일에 열린 승격 새내기 버턴 앨비언과의 시티 그라운드 안방 경기로, 4-3으로 이겼다. 2017년 1월 14일, 몽타니에는 총 21점 중 승점 2점을 얻는 데에 그치고 총 30 경기 중에 무실점 경기가 2번에 그치면서 해임되었다.
2017년 11월 2일, 몽타니에는 프랑스 U-20 국가대표팀 감독이 되었다.
2018년 5월 22일, 몽타니에는 랑스의 지휘봉을 잡았다.

## 감독 통계
2020년 12월 26일 기준
| 구단            | 취임            | 해임             | 기록 | 기록 | 기록 | 기록 | 기록 | 기록 | 기록 | 기록  | 주     |
| 구단            | 취임            | 해임             | 전   | 승   | 무   | 패   | 득   | 실   | 차   | 율 %  | 주     |
| --------------- | --------------- | ---------------- | ---- | ---- | ---- | ---- | ---- | ---- | ---- | ----- | ------ |
| 불로뉴          | 2004년 7월 1일  | 2009년 6월 3일   | 209  | 102  | 44   | 63   | 302  | 217  | +85  | 48.80 | [ 12 ] |
| 발랑시엔        | 2009년 6월 3일  | 2011년 6월 4일   | 82   | 25   | 29   | 28   | 102  | 100  | +2   | 30.49 | [ 12 ] |
| 레알 소시에다드 | 2011년 6월 4일  | 2013년 6월 30일  | 82   | 32   | 24   | 26   | 126  | 114  | +12  | 39.02 | [ 13 ] |
| 렌              | 2013년 7월 1일  | 2016년 1월 20일  | 115  | 40   | 37   | 38   | 138  | 137  | +1   | 34.78 | [ 12 ] |
| 노팅엄 포리스트 | 2016년 6월 27일 | 2017년 1월 14일  | 30   | 9    | 6    | 15   | 41   | 53   | −12  | 30.00 | [ 13 ] |
| 프랑스 U-20     | 2017년 11월 2일 | 2018년 5월 22일  | 3    | 1    | 1    | 1    | 3    | 2    | +1   | 33.33 | [ 10 ] |
| 랑스            | 2018년 5월 22일 | 2020년 2월 25일  | 78   | 37   | 21   | 20   | 106  | 72   | +34  | 47.44 | [ 12 ] |
| 스탕다르 리에주 | 2020년 6월 10일 | 2020년 12월 26일 | 28   | 10   | 8    | 10   | 36   | 37   | −1   | 35.71 | [ 12 ] |
| 합계            | 합계            | 합계             | 627  | 256  | 170  | 201  | 854  | 732  | +122 | 40.83 | —      |

## 수상

### 선수
캉
- 디비시옹 2 승격: 1987–88

툴루즈
- 디비시옹 2 승격: 1996–97

### 감독
불로뉴
- 샹피오나 나시오날 2: 2004–05
- 샹피오나 나시오날 승격: 2006–07

렌
- 쿠프 드 프랑스 준우승: 2013–14

개인
- 리그 2 올해의 감독: 2008–09